# Обфельден
Обфельден (нім. Obfelden) — громада  в Швейцарії в кантоні Цюрих, округ Аффольтерн.

## Географія
Громада розташована на відстані близько 85 км на північний схід від Берна, 16 км на південний захід від Цюриха.
Обфельден має площу 7,5 км², з яких на 24,3% дозволяється будівництво (житлове та будівництво доріг), 49,1% використовуються в сільськогосподарських цілях, 21,4% зайнято лісами, 5,2% не є продуктивними (річки, льодовики або гори).

## Демографія
2019 року в громаді мешкало 5721 особа (+22,1% порівняно з 2010 роком), іноземців було 21,5%. Густота населення становила 759 осіб/км².
За віковим діапазоном населення розподілялося таким чином: 23,6% — особи молодші 20 років, 59,6% — особи у віці 20—64 років, 16,8% — особи у віці 65 років та старші. Було 2341 помешкань (у середньому 2,4 особи в помешканні).
Із загальної кількості 1252 працюючих 51 був зайнятий в первинному секторі, 310 — в обробній промисловості, 891 — в галузі послуг.